# Anastasija Grigorjeva
Anastasiia Grigoreva (Russisch: Анастасия Григорьева) (27 juni 2001) is een Russisch langebaanschaatsster.
In januari 2021 startte zij op de wereldbekerwedstrijd op de 3000 meter, waar ze een persoonlijk record van 4.12,23 reed. Op de wereldkampioenschappen schaatsen afstanden 2021 werd zij met een persoonlijk record twaalfde en daarmee laatste op de 5000 meter. 

## Records

### Persoonlijke records[3]
| Afstand    | Tijd    | Datum            | Baan         |
| ---------- | ------- | ---------------- | ------------ |
| 500 meter  | 41,17   | 13 maart 2019    | Tsjeljabinsk |
| 1000 meter | 1.22,15 | 8 december 2019  | Tsjeljabinsk |
| 1500 meter | 2.04,22 | 5 november 2019  | Moskou       |
| 3000 meter | 4.12,23 | 31 januari 2021  | Heerenveen   |
| 5000 meter | 7.23,87 | 14 februari 2021 | Heerenveen   |

## Resultaten
| Jaar | WK Afstanden | WK Junioren                 |
| ---- | ------------ | --------------------------- |
| 2019 |              | 15e 1500m 12e 3000m         |
| 2020 |              | 33e 500m 13e 1500m 7e 3000m |
| 2021 | 12e 5000m    |                             |